# Lizzano (Cesena)
Lizzano is een plaats (frazione) in de Italiaanse gemeente Cesena.